# Antikentempel (Sanssouci)

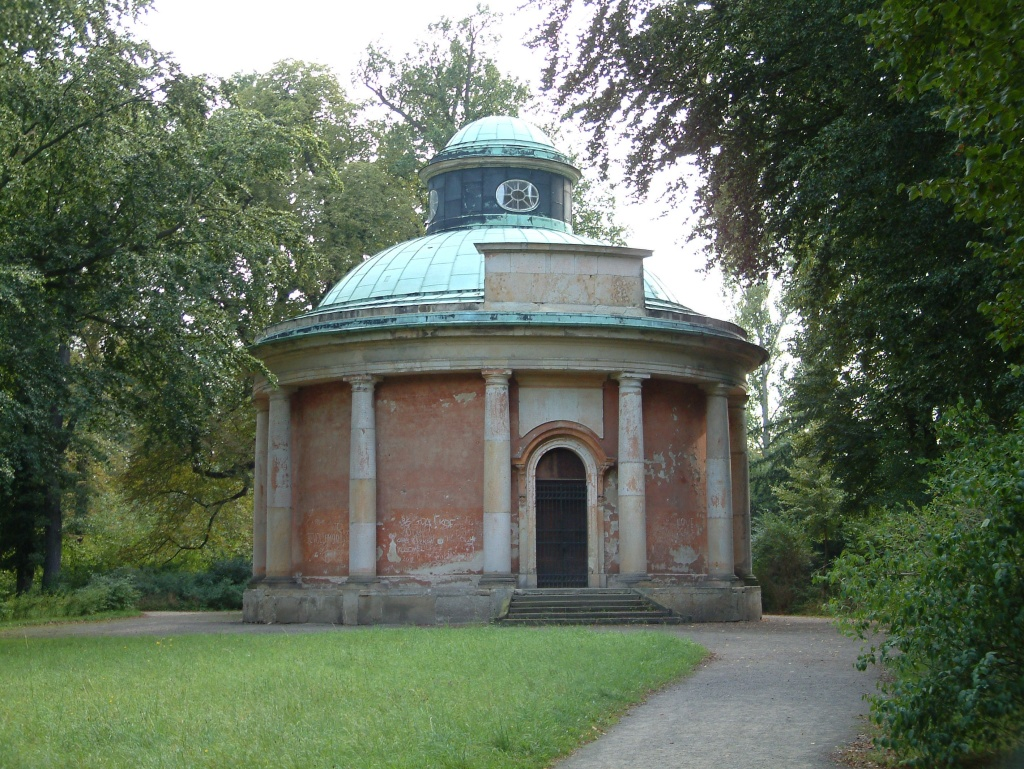
Antikentempel

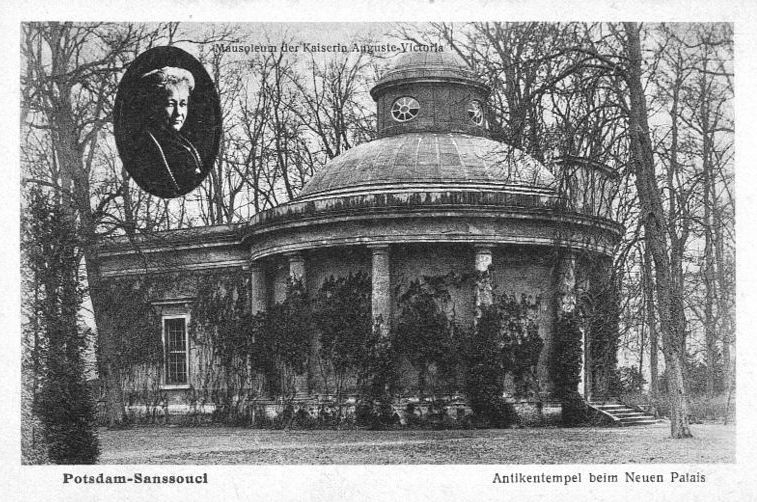
Antikentempel, ok. 1930 r. (Mauzoleum cesarzowej Augusty Wiktorii)

Antikentempel – rokokowa rotunda w formie świątyni antycznej w zachodniej części parku Sanssouci w Poczdamie. Zbudowana w latach 1768–1769 przez Karla von Gontarda na zlecenie króla Fryderyka II Wielkiego. Pierwotnie była miejscem królewskiej kolekcji sztuki antycznej oraz zbiorów monet i gemm. Od 1921 pełni funkcję rodzinnego mauzoleum dynastii Hohenzollernów.

## Historia

### Muzeum
Antikentempel została zbudowana w latach 1768–1769 przez Karla von Gontarda na zlecenie Fryderyka II Wielkiego. Początkowo była miejscem przechowywania królewskiej kolekcji sztuki antycznej oraz zbiorów monet i gemm, udostępnionych zwiedzającym już za czasów Fryderyka II Wielkiego. 
Kolekcja obejmowała m.in. urny marmurowe, figury z brązu, narzędzia oraz obiekty ceramiczne. W zbiorach znajdowało się także dziesięć rzeźb marmurowych przedstawiających postaci ludzkie naturalnej wielkości, tzw. rodzina Lykomedesa, nabytych przez Fryderyka z kolekcji francuskiego kardynała Melchiora de Polignac. Ponadto Fryderyk posiadał również pięćdziesiąt popiersi z marmuru, bazaltu i brązu wystawionych na pozłacanych podstawach. Ponad trzydzieści popiersi pochodziło ze zbiorów de Polignac, pozostałe eksponaty przekazała z Bayreuth do Poczdamu siostra Fryderyka, Wilhelmina, miłośniczka sztuki antycznej.
W pomieszczeniu obok sali głównej przechowywano zbiory monet i gemm pochodzących z kolekcji barona Philippa von Stoscha. W czterech cedrowych szafach, oprócz 9200 złotych, srebrnych i brązowych monet oraz ok. 4379 gemm i kamei, przechowywano również 48 fragmentów reliefów z marmuru, terakoty i brązu oraz książki z biblioteki archeologicznej Fryderyka II Wielkiego.

### Miejsce pamięci
W 1798 z rozkazu Fryderyka Wilhelma III kolekcja monet i gemm została przeniesiona do gabinetu antycznego w pałacu w Berlinie. Pozostałe rzeźby zostały wywiezione do Francji przez wojska Napoleona po przegranej Prus pod Jeną i Auerstedt (1806). Prawie wszystkie wywiezione dobra powróciły do Prus w 1815 r. i zostały poddane renowacji w warsztacie Christiana Daniela Raucha w nowo otwartym berlińskim Starym Muzeum (niem. Altes Museum) (1830).
W czerwcu 1828, do opustoszałej Antikentempel Fryderyk Wilhelm III kazał wstawić kopię sarkofagu królowej Luizy, zmarłej w 1810 r. Oryginalny sarkofag, zaprojektowany przez Christiana Daniela Raucha (1815), znajduje się w mauzoleum w parku pałacu Charlottenburg w Berlinie.
Kopia pozostawała w Antikentempel do 1904, kiedy to została przeniesiona do muzeum Hohenzollernów w pałacu Monbijou w Berlinie.

### Plany przebudowy
Za panowania króla Wilhelma II powstały plany urządzenia w Antikentempel kaplicy pałacowej. Architekt Ernst von Ihne sporządził serię szkiców przebudowy rotundy. Pierwsze rysunki (1904–1905) ukazywały budowlę w stylu włoskiego renesansu. Kolejne prace (1913) zdradzały plany przebudowy wnętrz w stylu klasycystycznym. Wybuch I wojny światowej uniemożliwił realizację projektu. Również plany przebudowy budynku na grobowiec cesarski (1918) nie doszły do skutku. 

### Mauzoleum
Antikentempel stała się miejscem pochówku członków rodziny Hohenzollernów. Spoczywają tu:
- Augusta Wiktoria von Schleswig-Holstein-Sonderburg-Augustenburg (ur. 22 października 1858; zm. 11 kwietnia 1921) – pierwsza żona cesarza Wilhelma II, zmarła na wygnaniu w Haus Doorn(inne języki) koło Utrechtu[3].
- Joachim Hohenzollern (ur. 17 grudnia 1890; zm. 18 lipca 1920) – najmłodszy syn ostatniego cesarza Niemiec Wilhelma II. Zmarł w szpitalu św. Józefa w Poczdamie na drugi dzień po próbie samobójczej. Sarkofag księcia stał pierwotnie w zakrystii Kościoła Pokoju. Do Antikentempel został przeniesiony w 1931.
- Wilhelm Friedrich Franz (ur. 4 lipca 1906; zm. 26 maja 1940) – książę Prus, najstarszy syn pretendenta do tronu księcia Wilhelma i jego żony Cecylii, wnuk cesarza Niemiec Wilhelma II. Walczył we Francji w czasie II wojny światowej. Zmarł w szpitalu polowym w Nivelles po odniesieniu ciężkich ran w walkach o Valenciennes.
- Wilhelm Eitel (ur. 7 lipca 1883; zm. 8 grudnia 1942) – syn cesarza Wilhelma II. Zmarł w swoim domu w Poczdamie, w willi Ingenheim.
- Hermina von Schönaich-Carolath (ur. 17 grudnia 1887; zm. 7 sierpnia 1947) – druga żona Wilhelma II. Zmarła wskutek niewydolności serca podczas internowania przez wojska radzieckie we Frankfurcie nad Odrą.

## Architektura

### Architektura zewnętrzna
Antikentempel jest rotundą otoczoną dziesięcioma kolumnami w stylu toskańskim (Tholos) z przylegającym do niej kwadratowym aneksem. Średnica rotundy wynosi ok. 16 m. Wymiary aneksu to 9,40 na 9,40 m. Rotundę przykrywa kopuła, na której znajduje się latarnia z czterema owalnymi otworami okiennymi.

### Architektura wnętrz
Ściany rotundy są wyłożone szarym marmurem śląskim. Dookoła biegnie drewniana konsola, na której stały większe rzeźby i naczynia. Nad nią na pięćdziesięciu kolejnych konsolach prezentowano antyczne popiersia. Nad drzwiami wejściowymi, w pozłacanych ramach, znajduje się relief przedstawiający cesarza Trajana na koniu. 
Obok sarkofagów członków rodziny królewskiej w pomieszczeniu stoi marmurowa rzeźba przedstawiająca cesarzową Augustę Wiktorię, wykonana w 1904 r. przez Carla Begasa dla ogrodu różanego cesarzowej przy Nowym Pałacu.
Na ścianach latarni znajdują się wyblakłe malowidła ukazujące dżinnów w chmurach, trzymających girlandę z kwiatów. Ściany aneksu pokrywa drewniana boazeria.

## Literatura
- Generaldirektion der Stiftung Schlösser und Gärten Potsdam-Sanssouci (wyd.): Potsdamer Schlösser und Gärten. Bau- und Gartenkunst vom 17. bis 20. Jahrhundert. Poczdam: UNZE VG mbH, 1993. ISBN 3-910196-14-4.Sprawdź autora:1. Brak numerów stron w książce